# Maria Àngels Cabasés i Piqué
Maria Àngels Cabasés i Piqué (Lleida, Segrià, 6 de juliol de 1963) és una professora i política catalana membre d'Independentistes d'Esquerres, síndica de la Sindicatura de Comptes de Catalunya.

## Activitat professional
És doctora en Economia Aplicada per la Universitat de Lleida. És professora titular d'Economia de la Facultat de Dret i Economia de la Universitat de Lleida, on ha ocupat també diversos càrrecs de gestió, entre els quals el de secretària, vicedegana-cap d’estudis i degana. Fins al 1995 va exercir de professora titular per al Departament d'Ensenyament.
És membre del Departament d'Economia Aplicada d'aquesta Facultat i ha encapçalat diversos projectes de recerca en l'àmbit de l'anàlisi estadística i economètrica aplicada a l'economia regional. També és autora de diverses publicacions en revistes i llibres d'aquests àmbits de recerca, i ha treballat en projectes d'innovació docent i de desenvolupament de l'Espai Europeu d'Educació Superior. Va ser secretària general del Consell Interuniversitari de Catalunya des del 2006 fins a la seva incorporació al Parlament de Catalunya el 2008.
És membre del Grup de recerca en Joventut, societat i comunicació (JOVIScom) i del Grup de Recerca en Dret del Treball i de la Seguretat Social, de la Universitat Pompeu Fabra, i des d'aquesta perspectiva ha estudiat l'impacte socioeconòmic de les polítiques d'ocupació en el jovent, l'anàlisi estadística i economètrica del mercat de treball i l'estudi de la desigualtat en la distribució de la renda.

## Activitat política
Va ser membre d'Esquerra Republicana de Catalunya i va exercir de secretària d'organització de la Federació de Lleida entre el 2005 i el 2008 i de secretària nacional de Política Econòmica fins al 2011. Entre el 2008 i el 2010 va ser diputada al Parlament de Catalunya on va entrar en substitució de Jordi Ausàs que va deixar l'acta en ser nomenat conseller.
Al febrer de 2022, designada pel Parlament de Catalunya, va entrar a formar part de la Sindicatura de Comptes de Catalunya.